# 江苏省文物保护单位
江苏省文物保护单位，是由江苏省文物局提出，由江苏省人民政府批准，上报中华人民共和国国务院备案，正式对外公布并树立标志的江苏省省级文物保护单位。目前已公布七批，共计833处。
- 第一批：江苏省人民委员会于1956年10月18日公布，共152处。[1]
- 第二批：江苏省人民委员会于1957年8月30日公布，共190处。[1][2]
- 第一、二批重新公布：江苏省人民政府于1982年3月25日将第一、二批文物保护单位合并调整为128处，重新公布：[1][3]
  - 近现代历史遗迹及革命纪念建筑物（15处）
  - 古建筑及历史纪念建筑物（34处）
  - 石刻及其他（42处）
  - 古墓葬（32处）
  - 古遗址（5处）
- 第三批：江苏省人民政府于1982年3月25日公布，共135处：[4]
  - 近现代历史遗迹及革命纪念建筑物（47处）
  - 古建筑及历史纪念建筑物（59处）
  - 石刻及其他（17处）
  - 古墓葬（8处）
  - 古遗址（4处）
- 第四批：江苏省人民政府于1995年4月19日公布，共115处。[5]
- 第五批：江苏省人民政府于2002年10月22日公布，共163处，另扩展项目7处：[6]
  - 古遗址（25处）
  - 古墓葬（16处）
  - 古建筑（53处）
  - 石刻（3处）
  - 近现代重要史迹及代表性建筑（66处）
- 第六批：江苏省人民政府于2006年6月5日公布，共104处，另扩展项目1处：[7]
  - 古遗址（14处）
  - 古墓葬（8处）
  - 古建筑（48处）
  - 石窟寺及石刻（2处）
  - 近现代重要史迹及代表性建筑（32处）
- 第七批：江苏省人民政府于2011年12月19日公布，共188处，另扩展项目5处：[8]
  - 古遗址（33处）
  - 古墓葬（12处）
  - 古建筑（66处）
  - 石窟寺及石刻（5处）
  - 近现代重要史迹及代表性建筑（70处）
- 第八批：江苏省人民政府于2019年3月20日公布，共122处，其中扩展项目4处、调整公布2处：[9]
  - 古遗址（22处）
  - 古墓葬（5处）
  - 古建筑（39处）
  - 近现代重要史迹及代表性建筑（47处）
  - 其他（3处）
  - 扩展项目（4处）
  - 调整公布（2处）

- 第九批：江苏省人民政府于2025年7月4日公布，共74处，其中扩展项目3处、调整公布7处：[10][11]
  - 古遗址（13处）
  - 古墓葬（4处）
  - 古建筑（19处）
  - 石窟寺及石刻（1处）
  - 近现代重要史迹及代表性建筑（26处）
  - 其他（1处）
  - 扩展项目（3处）
  - 调整公布（7处）

## 列表
列表如下，已经升格为全国重点文物保护单位者不再列入。
索引：南京市、苏州市、无锡市、常州市、镇江市、扬州市、淮安市、徐州市、连云港市、宿迁市、盐城市、泰州市、南通市